# Amtsgericht Rotthalmünster
Das Amtsgericht Rotthalmünster war ein von 1879 bis 1973 bestehendes bayerisches Gericht der ordentlichen Gerichtsbarkeit mit Sitz in Rotthalmünster in Niederbayern. Bis 2008 bestand das Amtsgericht noch als Zweigstelle des Amtsgerichts Passau weiter.

## Geschichte
Als Folge der Verwaltungsreform des Jahres 1838 im Königreich Bayern wurde
1840 das Landgericht Rotthalmünster eingerichtet. Im Jahr 1862 wurden als Folge der Trennung von Justiz und Verwaltung die Landgerichte Griesbach und Rotthalmünster zum Bezirksamt Griesbach im Rott(h)al zusammengefasst. Das Landgericht Rotthalmünster blieb als Gerichtsbehörde bestehen und wurde mit der Einführung des Gerichtsverfassungsgesetzes 1879 in Amtsgericht Rotthalmünster umbenannt.  Nach der Auflösung des Landkreises Griesbach wurde 1973 auch das Amtsgericht in Rotthalmünster aufgelöst und nur noch als Zweigstelle des Amtsgerichts Passau geführt. Zum 1. Februar 2008 wurde die Zweigstelle Rotthalmünster des Amtsgerichts Passau aufgelöst. Das Gebäude beherbergt jetzt die Montessori-Schule, die von Kößlarn nach Rotthalmünster umgezogen ist.